# Malcolm Barcola
Malcolm Barcola (* 14. Mai 1999 in Lyon) ist ein togoisch-französischer Fußballtorhüter, der in der togoischen Nationalmannschaft spielt.

## Karriere

### Verein
Barcola begann seine fußballerische Ausbildung bei der AS Bron und dem FC Lyon. Bis 2016 spielte er für ASVEL Lyon-Villeurbanne. In jenem Jahr wechselte er in die Nachwuchsabteilung von Olympique Lyon. 2018 unterschrieb er dort einen Vertrag bei den Amateuren in der National 2. Er war Stammtorwart bei der U19 in der Youth League, als man 2018/19 bis ins Viertelfinale kam. Dort spielte er außerdem schon fünf Partien für die Zweitmannschaft. Auch in der Folgesaison konnte er sich noch nicht bei dei der zweiten Mannschaft durchsetzen und spielte erneut nur fünfmal. Dies zog sich auch über die Saison 2020/21 hin. Am 18. Oktober 2020 (7. Spieltag) stand er gegen Racing Straßburg jedoch das erste Mal im Spieltagskader der Ligue-1-Mannschaft. Zur Saison 2021/22 erhielt er dann bei den Lyonnais einen Profivertrag. Anschließend stand er zwar mehrfach im Kader, doch zu einem Einsatz reichte es nicht.
Nachdem er keine Perspektive bei dem französischen Verein gesehen hatte, wechselte er im Juli 2022 nach Bosnien und Herzegowina zum FK Tuzla City. Nach einer Saison und acht Einsätzen verließ er den Verein im Sommer 2023 wieder und war vereinslos.

### Nationalmannschaft
Barcola stand im Jahr 2018 zweimal im Kader der U-20-Auswahl Togos. Am 10. September 2019 debütierte er, nachdem er zuvor bereits zum Kader gehörte, in einem WM-Qualifikationsspiel bei einem 2:0-Sieg gegen die Komoren. Anschließend kam er zu immer mehr Einsätzen für die Nationalmannschaft seines Landes.

## Sonstiges
Sein jüngerer Bruder Bradley Barcola (* 2002) ist ebenfalls Profifußballer und steht bei Paris Saint-Germain unter Vertrag.